# Supur
Supur es una comuna ubicada en el distrito de Satu Mare, Rumania.

## Superficie
Posee una superficie de 121,6 kilómetros cuadrados.

## Demografía
Hasta 2021 la población era de 3990 habitantes, con una densidad de población de 32,82 habitantes por kilómetro cuadrado.